# Oligopleura macrocephalata
Oligopleura macrocephalata är en fjärilsart som beskrevs av Achille Guenée 1898. Oligopleura macrocephalata ingår i släktet Oligopleura och familjen mätare. Inga underarter finns listade i Catalogue of Life.